# 疊疊樂
層層疊（英語：Jenga），又名疊疊樂、抽疊樂，是一種團體遊戲。「Jenga」是斯瓦希里語，意為建造，是英國萊斯里·斯科特女士於1970年代早期所發明的遊戲。其遊戲設計是她用兒時居住在迦納的積木玩具發展而來，源自西非遊戲Ta-Ka-Radi，兩者差別在後者僅用五十塊積木。

## 遊戲玩法

抽取一塊積木，使整個積木塔倒塌的過程。

遊戲方式是用長寬高為十五比五比三（7.5×2.5×1.5公分）的長條積木，共五十四條，先每層三塊交錯堆疊整齊成塔狀，再由玩家輪流將下方的積木抽出，堆疊到塔的最上層，期間不能移動最高三層的積木，而且只能用單手移動積木。積木塔倒塌即為遊戲結束，最後移動積木的玩家為輸。

## 升級版本
在韓國人氣節目《Running Man》中，成員和嘉賓曾以郵局包裹箱 (Ep8) 及大型發泡膠製積木條 (Ep178) 進行遊戲，令其更刺激。